# 最後の航海
『最後の航海』（さいごのこうかい、原題：The Last Voyage）は、1960年制作のアメリカ合衆国のパニック映画。
爆発事故で沈没の危機に陥った豪華客船内の人間模様を描く。スクラップとして1959年に日本に売却されたフランスの客船「イル・ド・フランス」（ふらんす丸）を使って大阪湾で撮影が行われた。

## あらすじ
洋上を航行中の豪華客船クラリドン号の機関室で火災が発生した。火はすぐに消し止められたが、その火災の熱が安全弁を溶かしてしまっていたため、やがて大爆発が起こり、船底を始め方々に大きな損害が生じた船は沈没の危機に見舞われる。乗組員たちが必死の救助活動を行う中、乗客の1人クリフは危険にさらされた妻ローリーと幼い娘ジルの救出に奔走する。

## キャスト
| 役名                   | 俳優                     | 日本語吹替                           | 日本語吹替                                                                                     | 日本語吹替 |
| 役名                   | 俳優                     | TBS版                                | 日本テレビ版                                                                                   |            |
| ---------------------- | ------------------------ | ------------------------------------ | ---------------------------------------------------------------------------------------------- | ---------- |
| クリフ・ヘンダーソン   | ロバート・スタック       | 木下秀雄                             | 久富惟晴                                                                                       |            |
| ローリー・ヘンダーソン | ドロシー・マローン       | 北浜晴子                             | 浅井淑子                                                                                       |            |
| ロバート・アダムス船長 | ジョージ・サンダース     | 中村正                               | 大木民夫                                                                                       |            |
| ウォルシュ             | エドモンド・オブライエン | 大宮悌二                             | 宮川洋一                                                                                       |            |
| ジル・ヘンダーソン     | タミー・マリヒュー       | 菅谷政子                             | 田中美由                                                                                       |            |
| ハンク・ローソン       | ウディ・ストロード       | 加藤精三                             | 仲木隆司                                                                                       |            |
| プリングル主任機関士   | ジャック・クルーシェン   |                                      | 村越伊知郎                                                                                     |            |
| ラグランド             | ジョエル・マーストン     |                                      | 寺島幹夫                                                                                       |            |
| オズボーン             | ジョージ・ファーネス     |                                      | 河村弘二                                                                                       |            |
| コール                 | リチャード・ノリス       |                                      | たてかべ和也                                                                                   |            |
| メイス                 | ロバート・マーティン     |                                      | 松岡文雄                                                                                       |            |
| 無線係                 | アンドリュー・ヒューズ   |                                      | 大久保正信                                                                                     |            |
| 不明 その他            | N/A                      | 千葉耕市 峰恵研 石森達幸 阪脩 藤本譲 | 国坂伸 徳丸完 佐久間あい 平林尚三 片岡富枝 亀井三郎 有馬瑞子 楠正通 二又一成 山野史人 東富士郎 |            |
| 日本語版スタッフ       |                          |                                      |                                                                                                |            |
| 演出                   | 演出                     |                                      | 長野武二郎                                                                                     |            |
| 翻訳                   | 翻訳                     |                                      | 大野隆一                                                                                       |            |
| 効果                   | 効果                     |                                      | 佐藤良介                                                                                       |            |
| 調整                   | 調整                     |                                      | 山田太平                                                                                       |            |
| 制作                   | 制作                     |                                      | 千代田プロダクション                                                                           |            |
| 解説                   | 解説                     | 荻昌弘                               | 水野晴郎                                                                                       |            |
| 初回放送               | 初回放送                 | 1970年8月24日 『月曜ロードショー』   | 1981年6月10日 『水曜ロードショー』                                                             |            |

※TBS版初放映時のタイトルは『最後の航海・豪華客船SOS!!』